# シン・ヒョンウォン
シン・ヒョンウォン（辛 炯琬、朝鮮語: 신형원、1958年 - ）は、大韓民国の歌手。

## 経歴
1982年に『火種』、『ガラスの壁』で登場し、『ホタル』でMBC美しい歌大賞金賞を受賞した。このほかにも様々な受賞をしている。
第15代大統領であった金大中が死去した2009年には、8月22日に、公式追慕曲である『あなたは私たちです』の作曲を担当した。このほか、世界環境オリンピックラムサール総会広報大使などを務めた。